# Leopoldo Savona
Leopoldo Savona (* 13. Juli 1913 oder 1922 in Lenola, Provinz Latina, Italien; † 19. Oktober 2000) war ein italienischer Regisseur und Drehbuchautor. 
Savona war zunächst als Drehbuchautor tätig. Später übernahm er dann auch die Regie bei mehreren Produktionen, unter anderem auch bei einigen Italowestern der 1960er Jahre.
Gelegentlich verwendete er das Pseudonym Leo Colman.

## Filme

### Regie
- 1955: Robin Hood, der schwarze Kavalier (Il principe della maschera rossa)
- 1959: Die Nächte sind voller Gefahren (Le notti dei Teddy Boys)
- 1961: Raubzüge der Mongolen (I mongoli)
- 1962: La guerra continua
- 1963: Teufelskerle von Dorano (I diavoli di Spartivento)
- 1966: El Rocho – der Töter (El Rojo)
- 1967: Chamaco (Killer Kid)
- 1968: Von allen Hunden des Krieges gehetzt (Porta del cannone)
- 1969: Django – Gott vergib seinem Colt (Dio perdoni la mia pistola)
- 1970: Spiel dein Spiel und töte, Joe (Un uomo chiamato Apocalisse Joe)
- 1972: Pizza, Pater und Pistolen (Posate le pistole, reverendo)
- 1972: Trio der Lust (Byleth)
- 1977: Le due orfanelle